# Yo no elegí mi vida
 Yo no elegí mi vida es una película de Argentina en blanco y negro dirigida por Antonio Momplet según el guion de Julio Porter sobre el argumento de Enrique Santos Discépolo, quien también escribió los diálogos adicionales, que se estrenó el 14 de junio de 1949 y que tuvo como protagonistas a Arturo de Córdova, Olga Zubarry, Enrique Santos Discépolo, Guillermo Battaglia y Alberto Bello. Colaboró en el encuadre Francisco Oyarzábal.

## Sinopsis
Un evadido de la cárcel que busca ajustar cuentas con sus compañeros que lo traicionaron se une a un carterista y a una joven.

## Reparto
- Arturo de Córdova…Ernesto Ramírez
- Olga Zubarry…Alicia
- Enrique Santos Discépolo…Carterista
- Guillermo Battaglia…Ricardo Riglos
- Alberto Bello…Inspector Bergara
- Eloy Álvarez…Polizón en tren
- Juan Corona…Gómez
- Homero Cárpena…Polizón en tren
- Berta Moss…Sra. Melisante
- Joaquín Petrosino…Pedro
- Iris Portillo…Nina
- Marcos Zucker…Polizón en tren
- Maruja Pais
- José Comellas…Hombre en auto
- Raúl Luar
- Enrique Giacobino
- Vicente Forastieri…Turco
- Ángel Boffa…Secuaz 1 de Riglos
- Pablo Cumo…Secuaz 2 de Riglos
- Ricardo de Rosas
- Carlos Belluci…Polizón en tren
- Pedro Pompillo…Comisario
- Enrique de Pedro
- Carlos Ramírez
- Dora Corns
- Celia Geraldy …Tendera
- Mario Perelli
- Hugo Duhalde
- Oscar Márquez
- Juan Laborde
- Carlos A. Dussó
- Francisco Delay
- Pablo Miluzzo

## Comentarios
La crónica de Noticias Gráficas dijo:

"Posee interés humano...debió tener un tratamiento mejor, menos policial, acentuándose el suspenso y llegar así a un final mejor planteado."

Calki opinó en El Mundo:

"Recia aventura y piruetas verbales. El espíritu de Discepolín preside esta nueva aventura de Arturo de Córdova en la pantalla nacional...Antonio Momplet atempera su desborde hacia la imagen, sin evitar del todo su carencia de control y consigue una buena realización."

Por su parte Manrupe y Portela escriben:

"Extraño drama policial con no demasiadas explicaciones, y bastante irregular en su desarrollo. El fatalismo del personaje, su final amargo y la presencia de Discépolo le otorgan cierto interés."